# LNB Pro A de 2023–24
A Liga Francesa de Basquetebol de 2023–24 foi a 102ª edição da máxima competição francesa de basquetebol masculino, sendo a 36ª edição organizada pela Ligue Nationale de Basket (LNB).
Atualmente a liga recebe patrocínio e namings rights da empresa francesa Betclic, passando a denominar-se Betclic Élite.

## Equipes Participantes
Após a temporada 2022-23, foram rebaixados para a LNB ProB as equipes Pau-Lacq-Orthez e Fos-sur-Mer, 17º e 18º colocados respectivamente. Para substituí-los foram promovidos, Saint-Quentin Basket-Ball, campeão da LNB Pro B de 2022-23, e Chalon/Saône, vencedor dos playoffs de promoção. 
| Equipe               | Localização          | Arena                            | Capacidade |
| -------------------- | -------------------- | -------------------------------- | ---------- |
| Blois                | Blois                | Le Jeu de Paume                  | 2 525      |
| Boulogne-Levallois   | Levallois            | Palais des sports Marcel Cerdan  | 2 814      |
| Bourg-en-Bresse      | Bourg-en-Bresse      | Ekinox                           | 3 548      |
| Cholet Basket        | Cholet               | La Meilleraie                    | 5 191      |
| Dijon                | Dijon                | Palácio de Esportes de Dijon     | 4 147      |
| Élan Chalon          | Chalon-sur-Saône     | Le Colisée                       | 4 000      |
| Gravelines-Dunkerque | Gravelines           | Sportica                         | 3 043      |
| Le Mans              | Le Mans              | Antarès                          | 6 025      |
| Le Portel            | Le Portel            | Le Chaudron                      | 3 500      |
| Limoges              | Limoges              | Beaublanc                        | 5 516      |
| Lyon-Villeurbanne    | Villeurbanne         | Astroballe                       | 5 556      |
| Monaco               | Fontvieille (Mónaco) | Salle Gaston Médecin             | 5 000      |
| Nancy                | Nancy                | Palais des Sports Jean Weille    | 6 027      |
| Nanterre             | Nanterre             | Palácio de Esportes de Nanterre  | 3 000      |
| Paris                | Paris                | Halle Georges Carpentier         | 5 000      |
| Paris                | Paris                | Adidas Arena                     | 8 000      |
| Roanne               | Roanne               | Halle André Vacherresse          | 5 010      |
| Saint-Quentin        | Saint-Quentin        | Palácio de Esportes Pierre Ratte | 4 000      |
| Strasbourg           | Estrasburgo          | Rhénus Sport                     | 6 166      |

 Equipes promovidas da LNB ProB na temporada 2021-22.

## Formato de Competição
Disputa-se temporada regular com as equipes enfrentando-se em casa e fora de casa, apurando os oito melhores que disputam os playoffs e os dois piores classificados são rebaixados para a ProB.

## Primeira Fase

### Calendário Temporada Regular
Resultados extraídos de lnb.fr/elite/game-center>"Filtre par saison>2023/24.
| Casa\Visitante       | BLO     | BLG    | BRE    | CHO    | DIJ    | CHA    | GRA   | LEM    | LEP    | LIM    | LYO    | MON    | NCY    | NAN    | PAR   | ROA    | SQU   | STR    |
| -------------------- | ------- | ------ | ------ | ------ | ------ | ------ | ----- | ------ | ------ | ------ | ------ | ------ | ------ | ------ | ----- | ------ | ----- | ------ |
| Blois                |         | 95-84  | 102-93 | 78-80  | 85-84  | 92-95  | 81-73 | 78-80  | 71-80  | 75-73  | 72-98  | 73-89  | 99-98  | 78-89  | 88-92 | 77-80  | 60-75 | 68-73  |
| Boulogne-Levallois   | 81-87   |        | 82-101 | 78-92  | 82-77  | 75-83  | 72-74 | 88-100 | 62-78  | 67-90  | 79-103 | 77-85  | 80-89  | 80-90  | 77-93 | 90-83  | 69-73 | 85-107 |
| Bourg-en-Bresse      | 81-66   | 94-73  |        | 78-80  | 66-60  | 90-67  | 90-82 | 86-67  | 106-74 | 77-67  | 74-80  | 74-70  | 103-78 | 85-67  | 83-81 | 81-84  | 86-71 | 77-74  |
| Cholet Basket        | 71-80   | 112-83 | 78-88  |        | 79-88  | 84-77  | 72-84 | 111-96 | 89-82  | 71-67  | 69-73  | 69-75  | 67-76  | 70-67  | 70-77 | 90-86  | 73-69 | 78-90  |
| Dijon                | 81-63   | 94-54  | 66-84  | 60-62  |        | 73-66  | 90-69 | 87-77  | 92-80  | 90-60  | 71-73  | 72-80  | 88-73  | 89-97  | 72-80 | 99-82  | 77-69 | 80-68  |
| Chalon/Saône         | 93-75   | 86-92  | 62-89  | 79-81  | 76-84  |        | 79-63 | 73-68  | 94-65  | 80-78  | 88-87  | 68-104 | 70-74  | 89-97  | 73-84 | 105-86 | 97-90 | 101-91 |
| Gravelines-Dunkerque | 82-73   | 106-76 | 64-75  | 66-59  | 71-55  | 81-83  |       | 71-84  | 77-83  | 79-83  | 74-79  | 68-72  | 83-76  | 80-79  | 66-77 | 82-67  | 69-78 | 67-56  |
| Le Mans              | 110-96  | 110-96 | 64-80  | 85-88  | 76-67  | 98-72  | 78-68 |        | 73-67  | 101-75 | 87-100 | 84-95  | 98-66  | 76-89  | 55-88 | 90-80  | 76-77 | 86-78  |
| Le Portel            | 94-89   | 104-79 | 66-99  | 87-84  | 81-75  | 99-96  | 91-82 | 85-76  |        | 76-66  | 66-101 | 67-74  | 88-93  | 72-84  | 66-80 | 91-76  | 85-76 | 96-77  |
| Limoges              | 86-78   | 98-88  | 86-90  | 81-90  | 93-77  | 107-88 | 88-63 | 79-78  | 73-76  |        | 79-68  | 59-72  | 102-99 | 79-68  | 65-83 | 80-77  | 83-80 | 73-80  |
| Lyon-Villeurbanne    | 85-77   | 102-76 | 84-61  | 100-95 | 79-74  | 79-72  | 86-83 | 89-75  | 85-70  | 77-66  |        | 79-87  | 89-64  | 100-76 | 66-86 | 93-88  | 79-77 | 91-72  |
| Monaco               | 99-81   | 84-72  | 78-67  | 66-79  | 88-74  | 82-69  | 91-76 | 78-74  | 101-67 | 94-56  | 89-71  |        | 86-100 | 91-82  | 84-62 | 116-73 | 77-75 | 92-78  |
| Nancy                | 93-96   | 85-69  | 59-85  | 77-85  | 66-56  | 92-83  | 69-59 | 68-60  | 76-91  | 67-75  | 58-83  | 94-86  |        | 91-71  | 81-78 | 84-79  | 69-77 | 79-75  |
| Nanterre             | 103-106 | 94-86  | 105-98 | 91-87  | 67-87  | 83-72  | 78-75 | 93-81  | 109-88 | 113-77 | 85-81  | 80-86  | 89-88  |        | 67-98 | 83-77  | 80-75 | 76-68  |
| Paris                | 72-65   | 93-86  | 84-80  | 92-90  | 81-64  | 85-70  | 97-78 | 112-71 | 86-90  | 101-77 | 92-86  | 85-92  | 113-71 | 102-68 |       | 90-61  | 87-65 | 78-67  |
| Roanne               | 83-81   | 105-93 | 87-111 | 82-69  | 92-105 | 82-93  | 69-78 | 70-71  | 84-83  | 79-76  | 66-69  | 92-99  | 107-80 | 72-86  | 83-76 |        | 90-96 | 82-98  |
| Saint-Quentin        | 75-64   | 68-82  | 92-61  | 75-60  | 77-73  | 75-70  | 68-76 | 81-64  | 88-67  | 75-83  | 91-71  | 71-69  | 71-78  | 87-82  | 65-81 | 57-64  |       | 86-66  |
| Strasbourg           | 80-88   | 74-61  | 65-83  | 79-76  | 64-81  | 82-86  | 68-65 | 71-80  | 90-75  | 80-87  | 82-80  | 67-83  | 88-78  | 71-57  | 89-86 | 97-82  | 78-66 |        |

### Classificação Fase Regular
Classificação extraída de lnb.fr/elite/classement>"Filtre par saison>2023/24.
| Pos. | Clube                | %V    | Jogos | Jogos | Jogos | Pontos | Pontos | %P+  | %P-  | Classificação           |
| Pos. | Clube                | %V    | J     | V     | D     | P+     | P-     | %P+  | %P-  |                         |
| ---- | -------------------- | ----- | ----- | ----- | ----- | ------ | ------ | ---- | ---- | ----------------------- |
| 1    | Monaco               | 85.3% | 34    | 29    | 5     | 2914   | 2535   | 85.7 | 74.6 | Playoffs                |
| 2    | Paris                | 79.4% | 34    | 27    | 7     | 2952   | 2531   | 86.8 | 74.4 | Playoffs                |
| 3    | Lyon-Villeurbanne    | 73.5% | 34    | 25    | 9     | 2866   | 2621   | 84.3 | 77.1 | Playoffs                |
| 4    | Bourg-en-Bresse      | 73.5% | 34    | 25    | 9     | 2876   | 2565   | 84.6 | 75.4 | Playoffs                |
| 5    | Nanterre             | 58.8% | 34    | 20    | 14    | 2832   | 2835   | 83.3 | 83.4 | Playoffs                |
| 6    | Saint-Quentin        | 50%   | 34    | 17    | 17    | 2591   | 2546   | 76.2 | 74.9 | Playoffs                |
| 7    | Cholet Basket        | 50%   | 34    | 17    | 17    | 2710   | 2712   | 79.7 | 79.8 | Playoffs                |
| 8    | Le Portel            | 50%   | 34    | 17    | 17    | 2730   | 2863   | 80.3 | 84.2 | Playoffs                |
| 9    | Dijon                | 47.1% | 34    | 16    | 18    | 2655   | 2547   | 78.1 | 74.9 |                         |
| 10   | Nancy                | 47.1% | 34    | 16    | 18    | 2689   | 2829   | 79.1 | 83.2 |                         |
| 11   | Le Mans              | 44.1% | 34    | 15    | 19    | 2749   | 2802   | 80.9 | 82.4 |                         |
| 12   | Strasbourg           | 44.1% | 34    | 15    | 19    | 2643   | 2709   | 77.7 | 79.7 |                         |
| 13   | Limoges              | 41.2% | 34    | 14    | 18    | 2667   | 2757   | 78.4 | 81.1 |                         |
| 14   | Chalon/Saône         | 41.2% | 34    | 14    | 20    | 2755   | 2867   | 81.0 | 84.3 |                         |
| 15   | Gravelines-Dunkerque | 35.3% | 34    | 12    | 22    | 2534   | 2622   | 74.5 | 77.1 |                         |
| 16   | Blois                | 32.4% | 34    | 11    | 23    | 2737   | 2905   | 80.5 | 85.4 | Rebaixados para a Pro B |
| 17   | Roanne               | 29.4% | 34    | 10    | 24    | 2750   | 2969   | 80.9 | 87.3 | Rebaixados para a Pro B |
| 18   | Boulogne-Levallois   | 11.8% | 34    | 4     | 30    | 2674   | 3109   | 78.6 | 91.4 | Rebaixados para a Pro B |

## Playoffs

### Quartas de final
| Time 1            | Série | Time 2        | 1º Jogo | 2º Jogo | 3º Jogo |
| ----------------- | ----- | ------------- | ------- | ------- | ------- |
| Monaco            | 2 - 0 | Le Portel     |         |         |         |
| Bourg-en-Bresse   | 2 - 1 | Nanterre      |         |         |         |
| Paris             | 2 - 1 | Cholet Basket |         |         |         |
| Lyon-Villeurbanne | 2 - 0 | Saint-Quentin |         |         |         |

### Semifinal
| Time 1 | Série | Time 2            | 1º Jogo | 2º Jogo | 3º Jogo | 4º Jogo  | 5º Jogo |
| ------ | ----- | ----------------- | ------- | ------- | ------- | -------- | ------- |
| Monaco | 3 - 1 | Bourg-en-Bresse   | 85 - 72 | 73 - 83 | 85 - 81 | 76 - 71  | -       |
| Paris  | 3 - 2 | Lyon-Villeurbanne | 94 - 81 | 85 - 89 | 77 - 86 | 103 - 98 | 98 - 92 |

### Final
| Time 1 | Série | Time 2 | 1º Jogo | 2º Jogo | 3º Jogo | 4º Jogo  | 5º Jogo |
| ------ | ----- | ------ | ------- | ------- | ------- | -------- | ------- |
| Monaco | 3 - 1 | Paris  | 90 - 80 | 70 - 77 | 88 - 59 | 115 - 76 | -       |

### Premiação
| Betclic Élite 2023-24 |
| --------------------- |
| Monaco 2º título      |

## Leaders Cup - Saint Chamond 2024
A edição de número 10 da Leaders Cup na temporada 2023-24 ocorreu entre os dias 14 e 18 de fevereiro de 2024 na Arena Saint-Étienne Métropole na cidade de Saint-Chamond.
|  | Quartas de finais | Quartas de finais | Quartas de finais |       |                 | Semifinais | Semifinais | Semifinais |  |  | Final | Final    | Final |
|  |                   |                   |                   |       |                 |            |            |            |  |  |       |          |       |
|  |                   |                   |                   |       |                 |            |            |            |  |  |       |          |       |
|  |                   | Bourg-en-Bresse   | 109               |       |                 |            |            |            |  |  |       |          |       |
|  |                   | Nancy             | 79                |       |                 |            |            |            |  |  |       |          |       |
|  |                   | Nancy             | 79                |       | Bourg-en-Bresse | 95         |            |            |  |  |       |          |       |
|  |                   |                   |                   |       | Bourg-en-Bresse | 95         |            |            |  |  |       |          |       |
|  |                   |                   | Nanterre          | 100   |                 |            |            |            |  |  |       |          |       |
|  |                   | Lyon-Villeurbanne | Nanterre          | 100   | 78              |            |            |            |  |  |       |          |       |
|  |                   | Lyon-Villeurbanne |                   |       | 78              |            |            |            |  |  |       |          |       |
|  |                   | Nanterre          | 82                |       |                 |            |            |            |  |  |       |          |       |
|  |                   |                   |                   |       |                 |            |            |            |  |  |       | Nanterre | 85    |
|  |                   |                   |                   | Paris | 90              |            |            |            |  |  |       |          |       |
|  |                   | Monaco            | 94                |       |                 |            |            |            |  |  |       |          |       |
|  |                   | Le Mans           | 81                |       |                 |            |            |            |  |  |       |          |       |
|  |                   | Le Mans           | 81                |       | Monaco          | 93         |            |            |  |  |       |          |       |
|  |                   |                   |                   |       | Monaco          | 93         |            |            |  |  |       |          |       |
|  |                   |                   | Paris             | 98    |                 |            |            |            |  |  |       |          |       |
|  |                   | Paris             | Paris             | 98    | 71              |            |            |            |  |  |       |          |       |
|  |                   | Paris             |                   |       | 71              |            |            |            |  |  |       |          |       |
|  |                   | Saint-Quentin     | 67                |       |                 |            |            |            |  |  |       |          |       |

### Premiação
| Leaders Cup 2024 (Saint-Chamond)     |
| Paris                                |
| ------------------------------------ |
| Campeão Paris Basketball (1° título) |

MVP: T.J. Shorts

## Clubes franceses em competições europeias
| Clube                | Competição        | Resultado |
| -------------------- | ----------------- | --- |
| Lyon-Villeurbanne    | EuroLiga          | Eliminado - na temporada regular como 17º colocado com 9v - 15d                                                  |
| Monaco               | EuroLiga          | Eliminado - nas quartas de finais para Fenerbahçe (2 - 3; 91-95, 93-88, 78-89, 65-62, 80-79) [carece de fontes?] |
| Paris                | EuroCopa          | Campeão |
| Bourg-en-Bresse      | EuroCopa          | Finalista - derrotado por Paris Basketball (2 - 0;64-77, 81-89)                                                  |
| Strasbourg           | Liga dos Campeões | Eliminado - no Top 16 como 3º colocado no Gr. I com 2v-4d                                                        |
| Le Mans              | Liga dos Campeões | Eliminado - no Play-in para Promitheas Patras BC (0 - 2; 68-78, 78-91)                                           |
| Dijon                | Liga dos Campeões | Eliminado - no Top 16 como 3º colocado no Gr. J com 2v-4d                                                        |
| Cholet Basket        | Liga dos Campeões | Eliminado - no Top 16 como 4º colocado no Gr. I com 2v-4d                                                        |
| Gravelines-Dunkerque | Copa Europeia     | Eliminado - no Top 16 como 3º colocado no Gr. M com 3v-3d                                                        |

## Rebaixamento para aLNB Pro B
- Roanne, Boulogne-Levallois[37]